# Дискаунтер
Диска́унтер (нім. Discounter — псевдоангліцизм, від англ. discount — знижка) — крамниця, що торгує за зниженими цінами.
Існує хибна думка про те, що дискаунтер — крамниця з вузьким асортиментом і мінімальним набором послуг для покупців. Це легко заперечують наявні в англійській мові різновиди дискаунтерів:
- англ. full-line discounter — універмаг або супермаркет знижених цін;
- англ. quality discounter — престижна крамниця знижених цін, що торгує якісними речами, часто дуже відомих брендів;
- англ. soft-goods discounter — торгує за зниженими цінами виробами легкої промисловості;
- англ. hard-goods discounter — торгує за зниженими цінами електронікою, металевими виробами, запчастинами для авто, мотоциклів і т. д.

По суті, це ті самі різновиди звичайних крамниць з тією лише відмінністю, що ціни на товари є нижчими, ніж в інших продавців на ринку. Досягається це в різних країнах неоднаковими шляхами. Згаданий quality discounter може продавати брендові якісні товари, але вже неактуальні для основних крамниць, зокрема попередніх колекцій чи лінійок товарів.

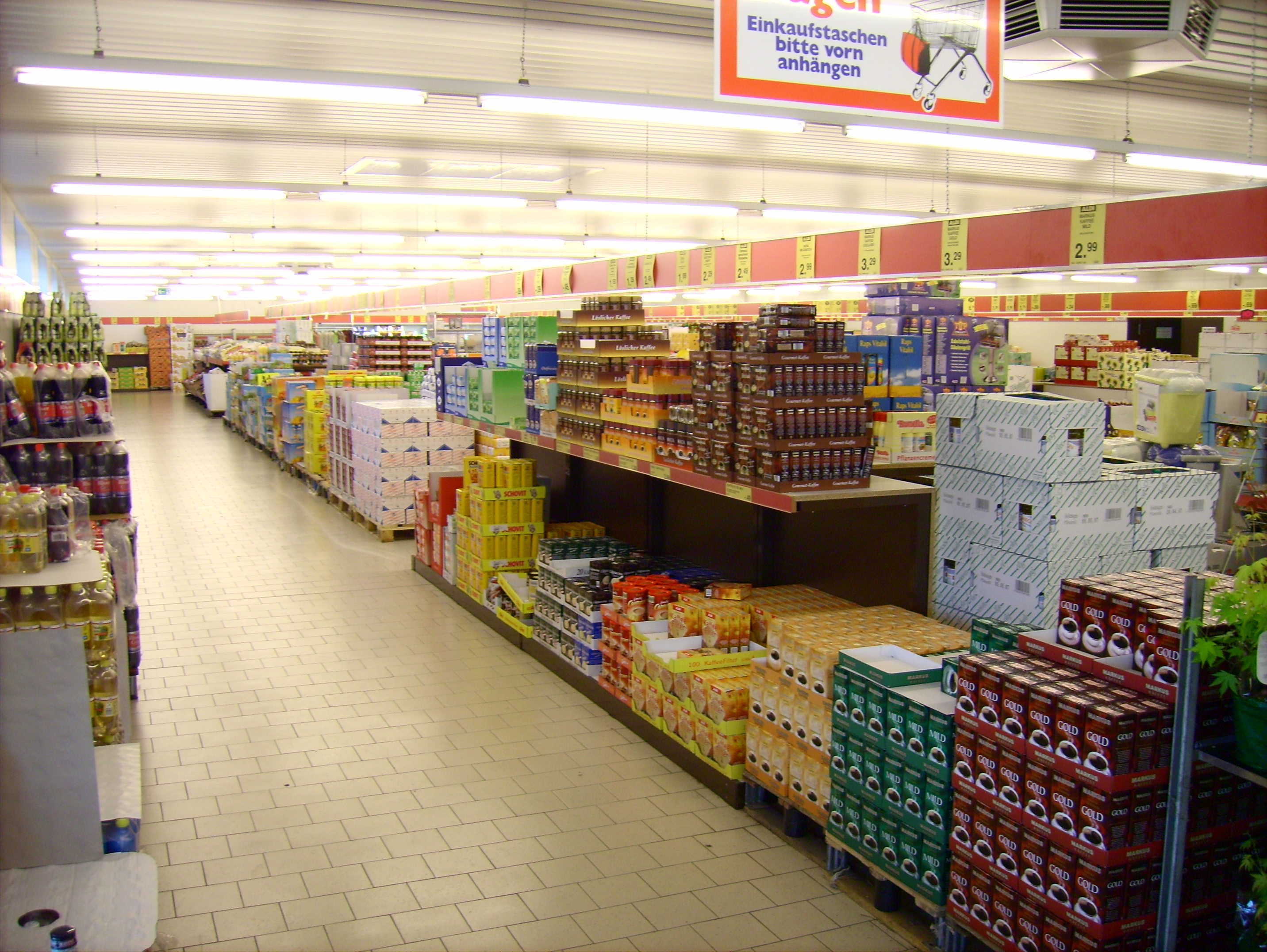
Торгова зала Aldi

Дисконтні крамниці — це крамниці самообслуговування, які продають продукти харчування або непродовольчі товари за цінами, нижчими традиційних торгових підприємств, гіпермаркетів, супермаркетів. Дисконтні крамниці зазвичай пропонують мінімальний рівень обслуговування, не передбачаючи консультації продавців, з мінімальним рівнем оформлення і презентації продукції, що продається.

## Історія
Перші крамниці низьких цін з'явилися в Німеччині в середині 1950-х років в умовах відносної економічної стабільності і мінімальної інфляції. Нині на такі крамниці припадає понад 40 % загального товарообігу, водночас рентабельність торгової площі в цих торгових точках в десятки разів вища, ніж у традиційних крамниць, супермаркетів та універмагів.
Приклад Aldi є показовим і вписаний у підручники щодо роздрібної торгівлі. Саме ідея братів Альбрехтів призвела до зародження нового типу крамниць. Торгова зала, вона ж дрібногуртовий склад з обмеженою кількістю продумано відібраних товарів повсякденного або просто високого попиту, в основному продовольчих, з самообслуговуванням дали змогу утримувати видатки, а отже і ціни на низькому рівні. Це забезпечило високу популярність та прибутковість.

## Україна
В Україні досвід Альбрехтів успішно перейняли, і вже в 2000-х почали з'являтися перші вітчизняні мережі дискаунтних крамниць. 
На заході країни це, наприклад, Барвінок, зала якого максимально нагадує Aldi (у 2016 році мережа була поглинута іншим дискаунтером — АТБ-Маркет). 
Найбільшою продуктовою мережею в Україні, що працює у форматі «дискаунтер», є «АТБ-Маркет». Мережа налічує понад 900 крамниць у 117 містах України.

## Європа
- Biedronka
- Lidl
- Aldi

## США
- Aldi
- Kmart
- Target
- WalMart